# Novo Petrovo Polje
Novo Petrovo Polje is een plaats in de gemeente Crnac in de Kroatische provincie Virovitica-Podravina. De plaats telt 151 inwoners (2001).